# K2-33
K2-33 é uma estrela da pré-sequência principal localizada a cerca de 450 anos-luz (140 parsecs) da Terra na constelação de Scorpius. É uma estrela jovem, com uma idade de aproximadamente 10 milhões de anos, pertencente ao subgrupo Scorpius Superior da associação Scorpius–Centaurus, a associação OB mais próxima do Sol. Em 2016, dados da extensão da missão Kepler (K2) foram usados para a descoberta de um planeta extrassolar Netuno quente orbitando esta estrela.

## Características estelares
Esta estrela foi identificada como um objeto jovem da pré-sequência principal pertencente ao subgrupo Scorpius Superior da associação Scorpius–Centaurus em um artigo publicado em 2001, com base em sua abundância de lítio e posição no diagrama HR. Essa é a associação OB e região de formação recente de estrelas massivas mais próxima do Sol, com o subgrupo Scorpius Superior estando a uma distância média de 145 parsecs (470 anos-luz). Medições diretas de paralaxe pelo satélite Gaia indicam que K2-33 está a uma distância de 139,0 ± 0,5 pc, consistente com associação da estrela a Scorpius Superior. A idade do subgrupo é estimada em 11 ± 2 milhões de anos, enquanto modelos evolucionários estimam para K2-33 uma idade de 9,3 milhões de anos.
O espectro de K2-33 é melhor modelado com um tipo espectral de M3.3 e uma taxa de extinção visual de 0,75 magnitudes, portanto a estrela pode ser considerada uma anã vermelha. A temperatura efetiva da estrela foi medida em 3 540 K, tendo sido usada junto com o brilho aparente da estrela para calcular uma luminosidade de 15% da solar e um raio de 105% do raio solar. Esse alto raio é típico de estrelas jovens e indica que a estrela ainda está no processo de contração em direção à sequência principal. A massa da estrela não é conhecida com precisão, tendo já sido estimada em 0,56 e 0,31 vezes a massa do Sol. A metalicidade de K2-33 é consistente como sendo igual à solar ([Fe/H] = 0).
Como uma estrela jovem, K2-33 tem uma rotação rápida, com uma velocidade de rotação projetada de 8,2 km/s. O período de rotação da estrela, de 6,3 dias, é conhecido a partir da curva de luz obtida pela sonda Kepler, causando variações periódicas de cerca de 2% no brilho da estrela conforme manchas estelares entram e saem da linha de visão da Terra. Essa variabilidade intrínseca foi removida para a análise do sinal do trânsito do planeta K2-33b.
K2-33 quase certamente não é uma estrela binária. Os dados de velocidade radial da estrela obtidos pelo espectrógrafo HIRES, no Telescópio Keck I, não possuem aceleração maior que 2,6 km/s/a, o que permite excluir objetos mais massivos que 0,14 massas solares a até 3 UA da estrela. Observações infravermelhas por óptica adaptativa obtidas pelo instrumento NIRC2, no Telescópio Keck II, colocaram limites de 19 massas de Júpiter em objetos companheiros mais distantes que 3 UA, e 11-12 massas de Júpiter a 6-23 UA. A combinação dos limites observacionais só não permite excluir anãs marrons ou estrelas de massa muito baixa separadas da primária por 1-3 UA.

## Sistema planetário
Em 2014, a sonda espacial Kepler, da NASA, começou uma segunda fase (K2), após a perda de duas de suas rodas de reação e o término da missão primária. A sonda observou a região central da associação Scorpius Superior por 77,5 dias entre 23 de agosto e 13 de novembro de 2014. A curva de luz obtida de K2-33 mostrou quedas de brilho de ~0,26% durando 4,2 horas e se repetindo periodicamente a cada 5,4 dias, que correspondem ao trânsito de um planeta em órbita. Explicações alternativas, como uma binária eclipsante na mesma linha de visão da estrela, variabilidade estelar, ou um disco de detritos, são todas consideradas extremamente improváveis. A descoberta do exoplaneta foi publicada em 2016 por dois grupos independentes, um liderado por astrônomos do Instituto de Tecnologia da Califórnia e outro por astrônomos da Universidade do Texas em Austin.
O planeta, designado K2-33b, tem uma órbita curta com um período de 5,425 dias e semieixo maior de 0,04 UA. A excentricidade da órbita não foi medida diretamente, mas provavelmente é próxima de zero. A partir da curva de luz do trânsito, o raio do planeta foi calculado em 5-6 vezes o raio da Terra, ou cerca de 50% maior que o raio de Netuno. A massa do planeta não é conhecida, pois os dados de velocidade radial de K2-33 possuem uma incerteza alta demais devido ao alto nível de atividade da estrela. Um limite máximo de 3,6 vezes a massa de Júpiter é imposto pelos dados, mas a massa real do planeta provavelmente é muito menor, na faixa de 6 a 70 vezes a massa da Terra, considerando outros planetas com raio similar e massa conhecida com precisão.
Este é um dos planetas mais jovens já encontrados, e sua descoberta pode ter implicações para as teorias de formação e migração planetária. Com uma idade máxima de cerca de 11 milhões de anos imposta pela idade de sua estrela, K2-33b não pode ter migrado para sua posição atual por interações com outros corpos no sistema (planetas ou estrelas), um processo que levaria muito mais tempo. As duas hipóteses mais prováveis são que o planeta se formou na sua posição atual (in situ) ou que ele migrou para sua posição atual por interações com o disco protoplanetário.
K2-33 emite excesso de emissão infravermelha a 24 μm, indicando a presença de um disco de detritos ao redor da estrela. A ausência de excesso em comprimentos de onda mais curtos indica que o disco é relativamente frio, com o melhor modelo da emissão tendo um disco de poeira com uma temperatura de 122 K e borda interna de 2,0 UA.
| Planeta | Massa   | Raio               | Semieixo maior (UA)   | Período orbital (dias)      | Excentricidade | Inclinação    |
| ------- | ------- | ------------------ | --------------------- | --------------------------- | -------------- | ------------- |
| b       | <3,7 MJ | 5,04+0,34 −0,37 R⊕ | 0,0409+0,0021 −0,0023 | 5,424865+0,000035 −0,000031 | 0              | 89,1+0,6 −1,1 |